# Rotella
Rotella là một đô thị tại tỉnh Ascoli Piceno ở vùng Marche, cách khoảng 70 km về phía nam của Ancona và khoảng11 km về phía bắc của Ascoli Piceno. Đến thời điểm ngày 31 tháng 12 năm 2005, đô thị này có dân số là 985 người và diện tích là 27,2 km².

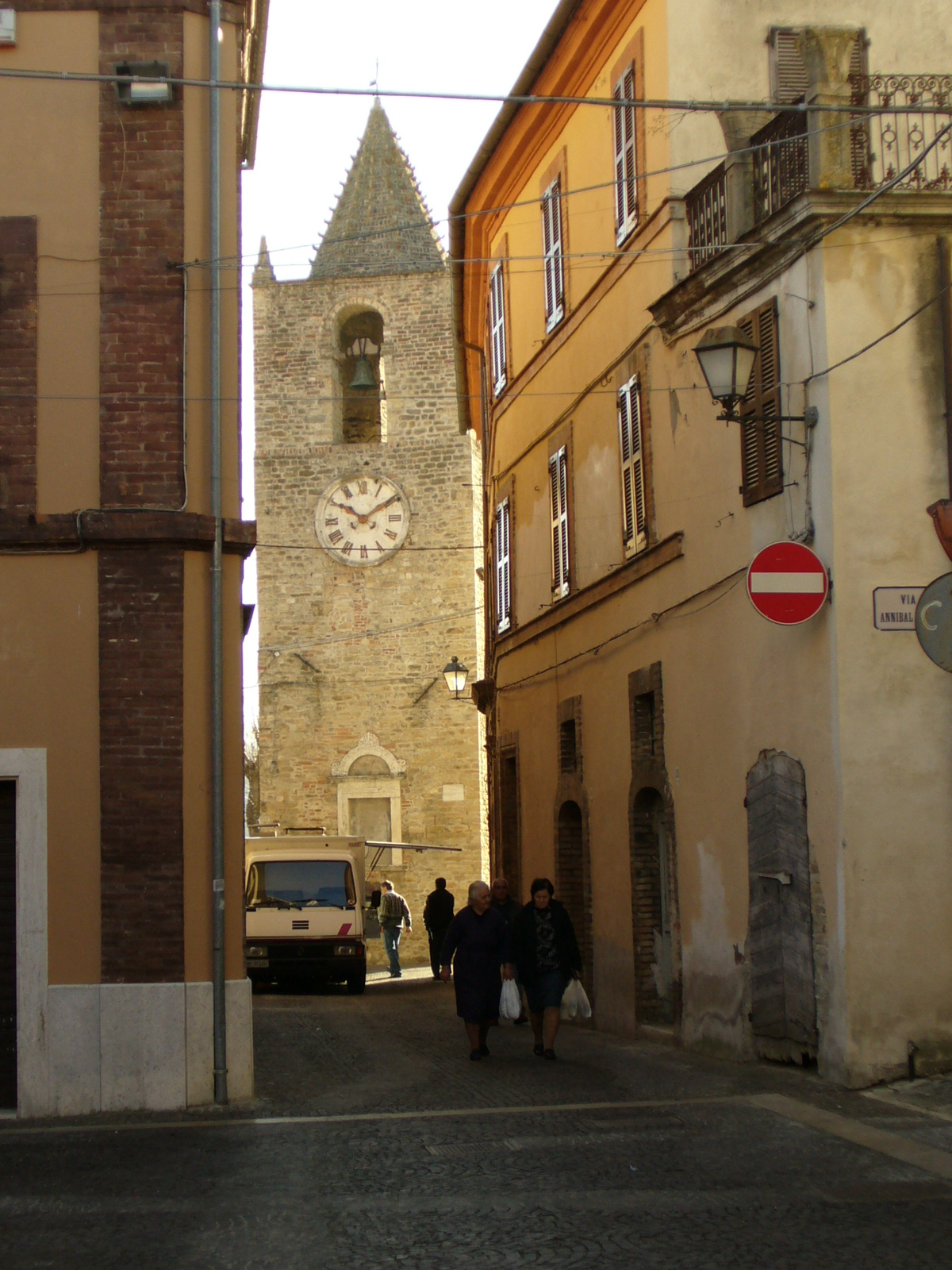
Tháp đồng hồ

Đô thị Rotella bao gồm các frazioni (các đơn vị trực thuộc, chủ yếu là các thôn làng) Castel di Croce, Capradosso, và Poggio Canoso.
Rotella giáp các đô thị: Ascoli Piceno, Castignano, Force, Montedinove, Montelparo, Venarotta.